# 9479 Madresplazamayo
9479 Madresplazamayo este un asteroid din centura principală de asteroizi.

## Descriere
9479 Madresplazamayo este un asteroid din centura principală de asteroizi. A fost descoperit pe 26 septembrie 1960 la Observatorul Palomar de Cornelis Johannes van Houten, Ingrid van Houten-Groeneveld și Tom Gehrels. Asteroidul prezintă o orbită caracterizată de o semiaxă mare de 2,62 ua, o excentricitate de 0,09 și o înclinație de 4,5° în raport cu ecliptica.